# Horst Bartnig
Horst Bartnig, né le 15 novembre 1936 à Militsch et mort le 14 avril 2025,, est un peintre allemand.

## Biographie
De 1954 à 1957, Horst Bartnig étudie à l'école d'arts appliqués de Magdebourg. Il travaille dans l'art concret depuis 1964. En plus de développer son œuvre, il est peintre de scène pour le Deutsches Theater de Berlin et le Berliner Ensemble.
L'une des particularités de Bartnig dans l'art concret est qu'il élabore des séries conçues dans toutes les déclinaisons. Il existe donc des séries de 70, 136, 1044 et 3622 variations d'un sujet.
Pour des séquences d'images plus complexes, il travaille avec un physicien qui travaille au Helmholtz-Zentrum Dresden-Rossendorf (en) depuis 1972. Cela vaut en particulier pour les tâches de dénombrement, les questions sur les symétries géométriques et la théorie des groupes. De 1979 à 1985, Bartnig, avec des employés de l'académie des sciences de la RDA du département d'informatique de Berlin-Adlershof, se consacre à l'infographie artistique, qui utilisait également le système informatique soviétique à grande échelle BESM-6.
Bartnig développe des moyens de redécouvrir les couleurs dans leur interaction et de maximiser la gamme d'effets optiques des images individuelles en fonction de la distance et de l'angle du spectateur.